# Estación de Irun Ficoba
Irun Ficoba es una estación ferroviaria situada al norte de Irún (Guipúzcoa), junto al Río Bidasoa, que separa el municipio español de Irún y el francés Hendaya; que pertenece a la empresa pública Euskal Trenbide Sarea, dependiente del Gobierno Vasco. Da servicio a la línea del metro de San Sebastián del operador Euskotren Trena, denominada popularmente el Topo.

## Historia
La estación abrió en 1913, cuando se prolongó la línea de la estación de Irún a la de Hendaia. En su origen la estación (llamada hasta hace unos años "Puente Internacional") servía como control aduanero. Para ello, el andén de la estación estaba dividido por una valla. El tren se detenía en la primera zona, donde todos los pasajeros tenían que bajarse para pasar el control; y montarse en el tren en la segunda zona. Hubo una temporada donde también se cambiaba el tren, teniendo un vehículo exclusivo para circular entre esta estación y la de Hendaia. Hoy en día, al no haber control fronterizo entre los países, la estación ha perdido su función original. Sin embargo, al situarse la estación junto a la feria de Ficoba, la estación vuelve a tener una función, que incluso hizo que en 2011 se cambiase el nombre de la estación al actual.

## Accesos
- Avda. Iparralde